# Mina naval

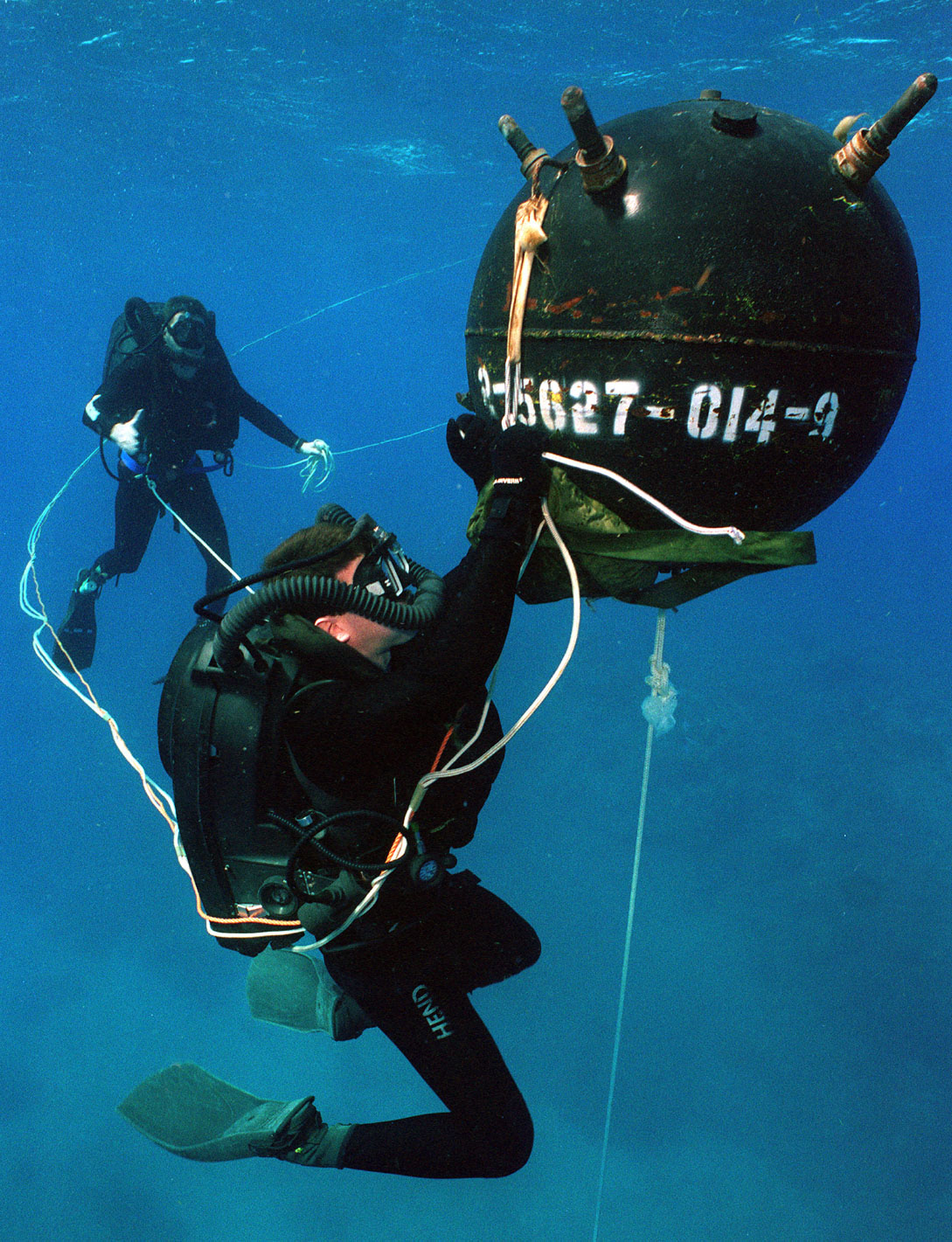
Mergulhadores da Marinha dos EUA a montar um detonador para uma mina naval.

A mina naval, ou mina submarina, é um artefato explosivo, em geral estacionário, que é ativado ao toque de uma pessoa, veículo ou embarcação.
Basicamente a mina é uma carga explosiva e um detonador, este produz a inflamação da carga explosiva em função do disparo recebido pelo mecanismo sensor de aproximação, de impacto ou pressão. As minas submarinas foram introduzidas na guerra em meados do século XIX. Feitas em aço forjado, moldado ou fundido, têm forma esférica ou ovalada. Em seu interior contêm ar suficiente para flutuar na água e explodem mediante a proximidade de navios ou submarinos. 
As minas subaquáticas geralmente são instaladas por lança-minas que consistem em navios especializados para lançá-las na água. Outra forma de instalá-las são aviões especiais. 
Normalmente a mina é ancorada num lugar pré-determinado, ficando flutuando sob a superfície e na altura determinada por um cabo ou corrente. A profundidade da mina é dada pelo tamanho da embarcação que se quer atingir. 
A explosão da mina se dá no momento em que houver o contato ou aproximação do casco de uma embarcação. A disseminação das minas é determinada pelo baixo custo de produção e seu alto poder destrutivo. 
Existem duas formas de utilização das minas:
- Ofensiva: quando colocadas em locais por onde os navios inimigos costumam passar ou próximo a seus ancoradouros.
- Defensiva: são colocadas, em diversos níveis de profundidade, nas proximidades dos ancoradouros e instalações, para protegê-los tanto de navios quanto de submarinos inimigos.

Existem minas de sabotagem, aquelas que são instaladas por sabotadores ou unidades especiais que fixam os dispositivos nos cascos das embarcações para posterior explosão. Em geral, as minas submarinas convencionais possuem em média 225 Kg de explosivos.
Para detectar as minas, retirá-las ou destruí-las, existem embarcações e aviões especializados chamados de caça-minas e draga-minas/navio varredor.

## Descrição

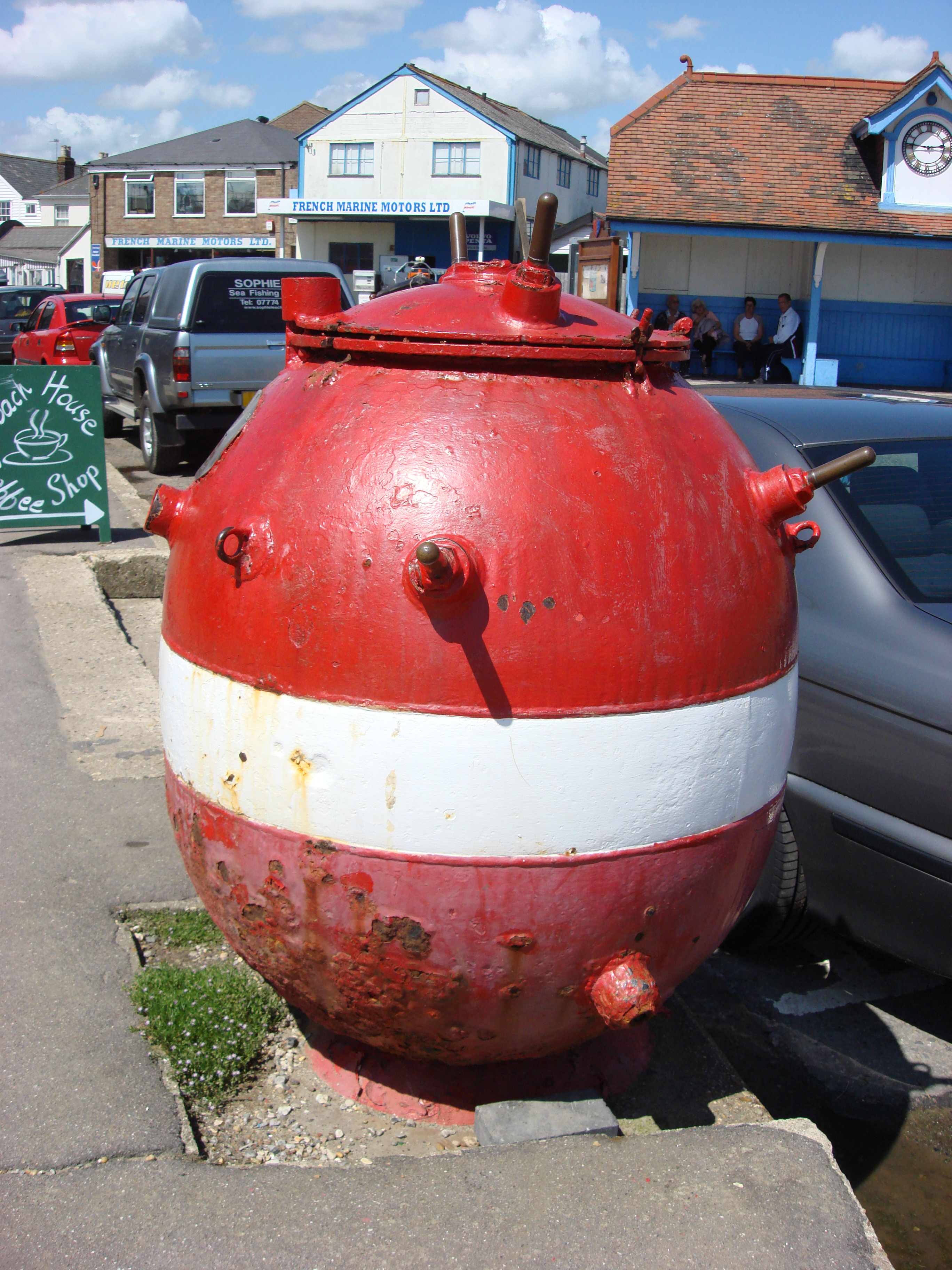
Mina marítima britânica Mk 14

As minas podem ser colocadas de muitas maneiras: por minas construídas propositadamente, navios reequipados, submarinos ou aeronaves – e até mesmo jogando-as em um porto à mão. Eles podem ser baratos: algumas variantes podem custar apenas US$ 2 000, embora minas mais sofisticadas possam custar milhões de dólares, ser equipadas com vários tipos de sensores e entregar uma ogiva por foguete ou torpedo.
Sua flexibilidade e custo-benefício tornam as minas atraentes para os beligerantes menos poderosos em guerras assimétricas. O custo de produção e colocação de uma mina é geralmente entre 0,5% e 10% do custo de removê-la, e pode levar até 200 vezes mais tempo para limpar um campo minado do que para colocá-lo. Partes de alguns campos minados navais da Segunda Guerra Mundial ainda existem porque são muito extensas e caras para serem limpas.  Algumas minas da década de 1940 podem permanecer perigosas por muitos anos.
As minas têm sido empregadas como armas ofensivas ou defensivas em rios, lagos, estuários, mares e oceanos, mas também podem ser usadas como ferramentas de guerra psicológica. Minas ofensivas são colocadas em águas inimigas, fora dos portos e através de importantes rotas marítimas para afundar navios mercantes e militares. Campos minados defensivos protegem trechos importantes da costa de navios e submarinos inimigos, forçando-os a entrar em áreas mais facilmente defendidas ou mantendo-os longe de áreas sensíveis.
Os armadores estão relutantes em enviar seus navios através de campos minados conhecidos. As autoridades portuárias podem tentar limpar uma área minerada, mas aqueles sem equipamentos eficazes de varredura de minas podem deixar de usar a área. O trânsito de uma área minerada só será tentado quando os interesses estratégicos superarem as perdas potenciais. A percepção dos tomadores de decisão sobre o campo minado é um fator crítico. Campos minados projetados para efeito psicológico são geralmente colocados em rotas comerciais para impedir que navios cheguem a uma nação inimiga. Eles são muitas vezes espalhados de forma fina, para criar uma impressão de campos minados existentes em grandes áreas. Uma única mina inserida estrategicamente em uma rota de navegação pode interromper os movimentos marítimos por dias enquanto toda a área é varrida. A capacidade de uma mina de afundar navios torna-a uma ameaça credível, mas os campos minados trabalham mais na mente do que nos navios.
O direito internacional, especificamente a Oitava Convenção de Haia de 1907, exige que as nações declarem quando minam uma área, para facilitar a navegação civil a evitar as minas. Os avisos não precisam ser específicos; por exemplo, durante a Segunda Guerra Mundial, a Grã-Bretanha declarou simplesmente que havia minado o Canal da Mancha, o Mar do Norte e a costa francesa.

## Guerra moderna de minas
A guerra de minas continua a ser a forma mais rentável de guerra naval assimétrica. As minas são relativamente baratas e o fato de serem pequenas permite que sejam facilmente implantadas. De fato, com alguns tipos de minas, caminhões e jangadas serão suficientes. Atualmente, existem mais de 300 minas diferentes disponíveis. Atualmente, cerca de 50 países têm capacidade de mineração. O número de países produtores de minas navais aumentou 75% desde 1988. Nota-se também que essas minas são de uma sofisticação crescente, enquanto mesmo as minas do tipo mais antigas apresentam um problema significativo. Observou-se que a guerra contra minas pode se tornar um problema com organizações terroristas. A mineração de estreitos marítimos movimentados e os portos de navegação de mineração continuam sendo algumas das ameaças mais sérias.